# Albert Oldman
Albert Leonard Oldman (ur. 18 listopada 1883 w Londynie, zm. 15 stycznia 1961 w Upminster) — brytyjski bokser wagi ciężkiej. W 1908 roku na letnich igrzyskach olimpijskich w Londynie zdobył złoty medal.